# Фома Курятник
Фома Андреевич (по прозвищу Курятник) — политический деятель Новгородской земли, последний новгородский посадник.

## Биография
Впервые упоминается в 1474 г. как воевода, руководивший новгородским войском, выдвинувшимся на помощь Пскову во время военного конфликта с Ливонским орденом. Однако из-за заключения мирного договора (между епископом Дерптским с ливонской стороны и князем Ярославом Васильевичем Оболенским со стороны псковитян) поход под руководством Фомы не был доведён до конца.
В качестве степенного посадника, т. е. правящего на тот момент, впервые значится в Никоновской летописи под 1475 г., сменя на этом посту Василия Ананьича (по данным начала XX в., согласно современным данным смена Василия Ананьича на Фому Андреевича могла произойти во второе полугодие период сентября 1476 — августа 1477 гг.; по третей же версии Фома Андреевич вступил на должность степенного посадника после ареста и высылки в Москву Василия Ананьича 28 ноября). Правление Фомы Андреевича пришлось на последние годы Новгородской республики. Однако непосредственно сказать о его характере управления Новгородом сложно ввиду очень сложно ввиду небольшого количества упоминаний Фофмы Андреевича в письменных источниках.
В том же 1475 году Фома Андреевич был в числе самых знатных новгородцев, встречавших приехавшего туда с «миром, и со людьми со многими» московского князя Ивана III. Посадник вместе с согражданами выехал для встречи с Иваном III на реку Цну, откуда сопроводил его в Новгород. Во время пышных пиров, посвящённых приезду московского князя, и сопровождавшихся дарениями со стороны новгородцев, Фома Андреевич вручил три постава сукна, «лошак пег» и две бочки вина. Непосредственно во время пиров посадник устроил «веселие велие» с целью задобрить гостя.
Далее имя Фомы Андреевича упоминается под 23 ноября 1477 г.: к находившемуся в селе Сытино московскому войску, участвовавшему в войне против Новгорода явились новгородские посланники во главе с архиепископом Феофилом, от имени Фёдора Андреевича, а также от себя и от имени всего Новгорода и многих бывших посадников безуспешно просившие освободить пленённых знатных новгородцев.
В последний раз в качестве степенного посадника Фома Андреевич упоминается ещё в начале 1478 г., однако по неясным причинам не упоминается в числе видных новгородцев и бывших посадников, присягнувших после падения республики Ивану III. Дальнейшая судьба неизвестна.